# Lampadario Hezilo

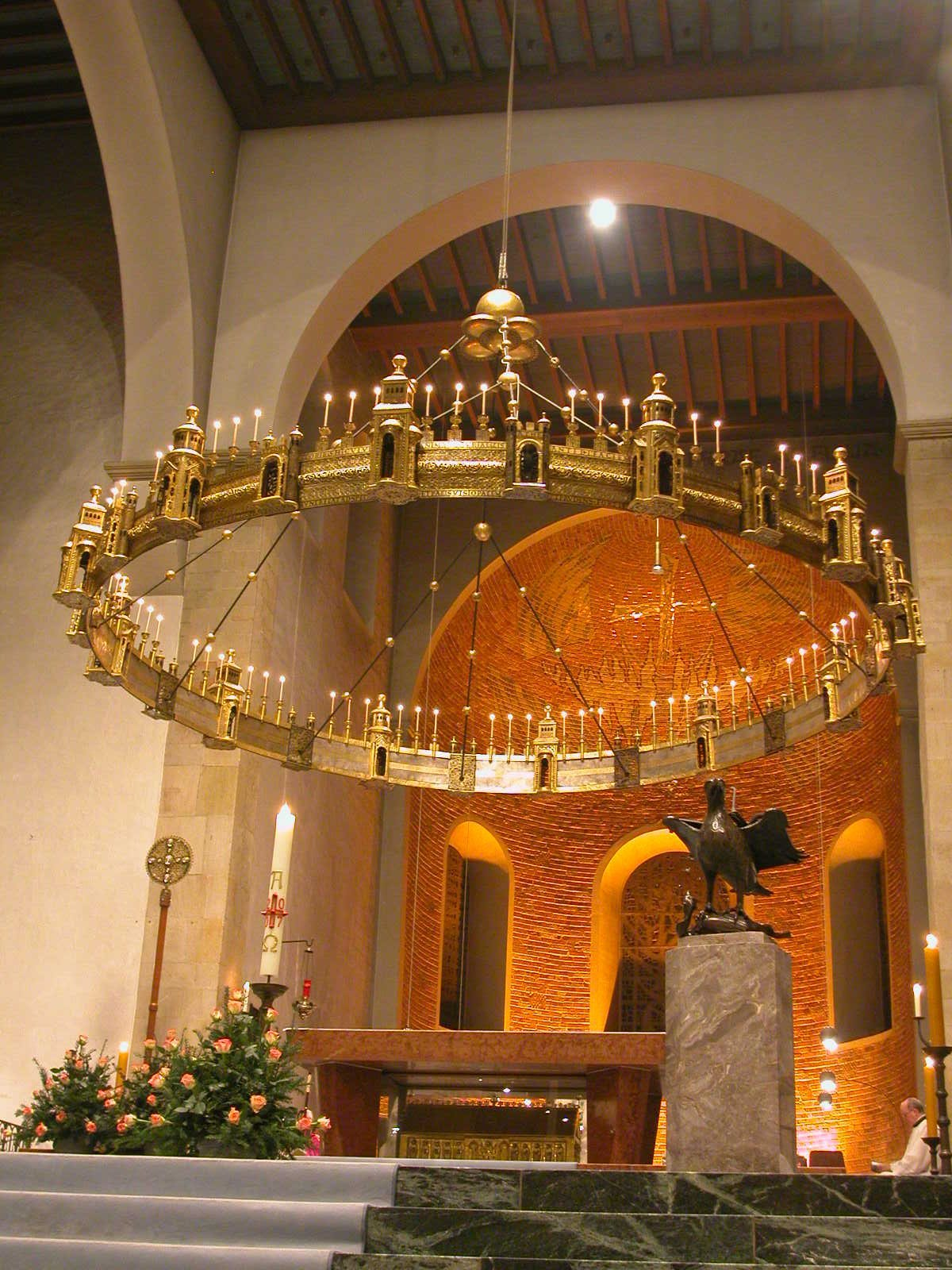
Il lampadario Hezilo sopra l'altare della cattedrale (1960-2010)

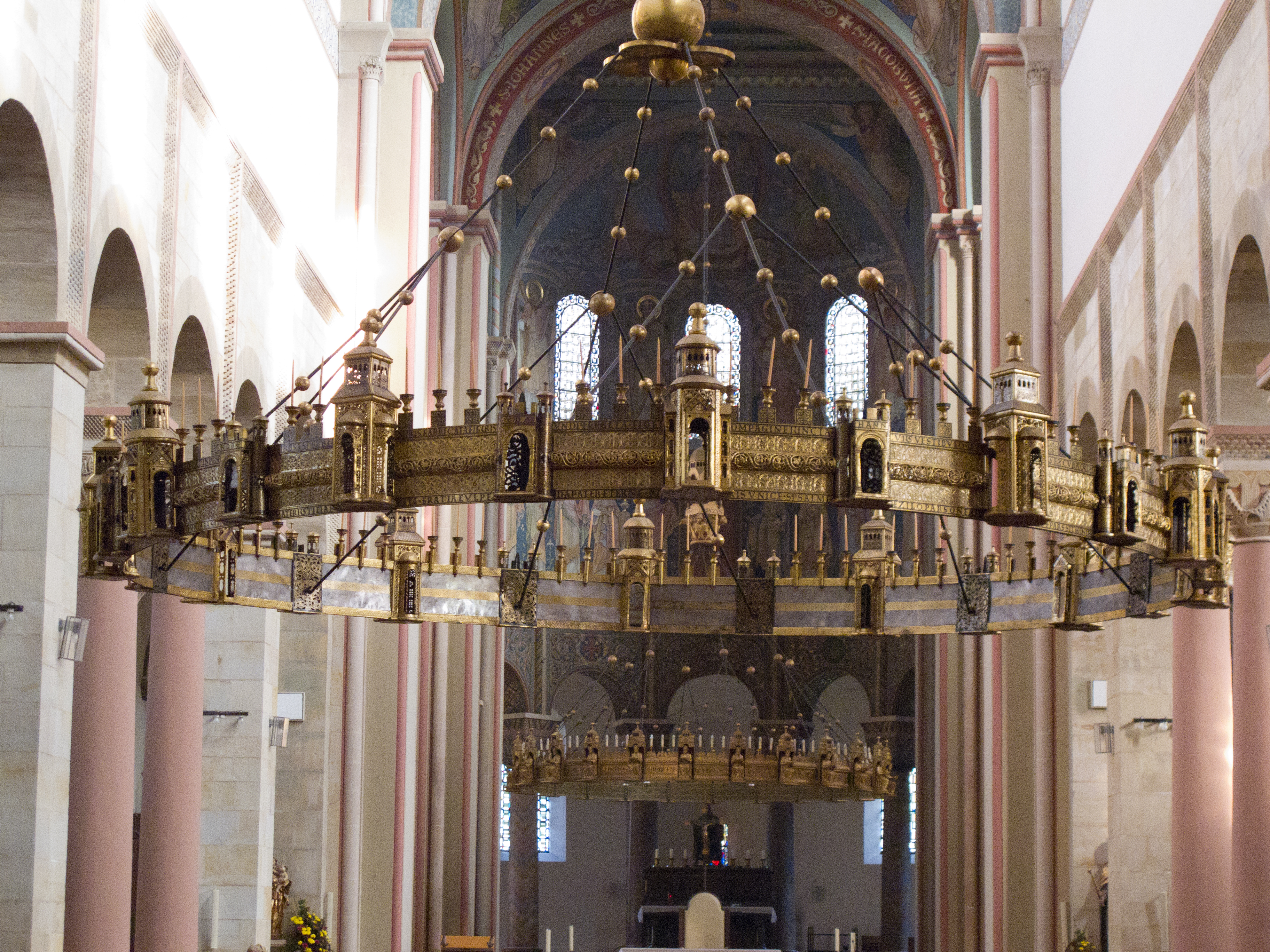
Il lampadario Hezilo nella navata della Godehardikirche durante i lavori di ristrutturazione della cattedrale (foto 2011)

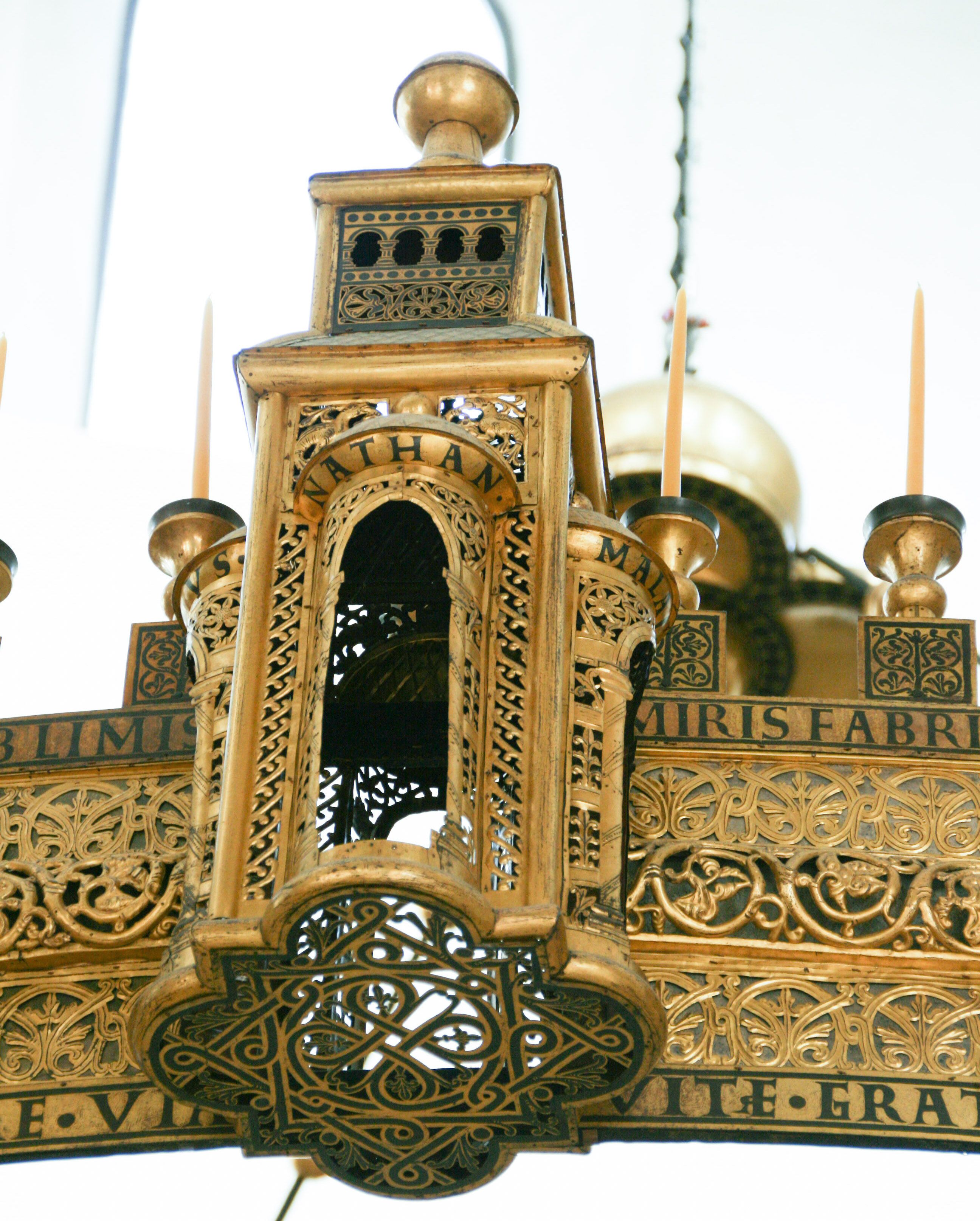
Particolare del lampadario Hezilo (2016)

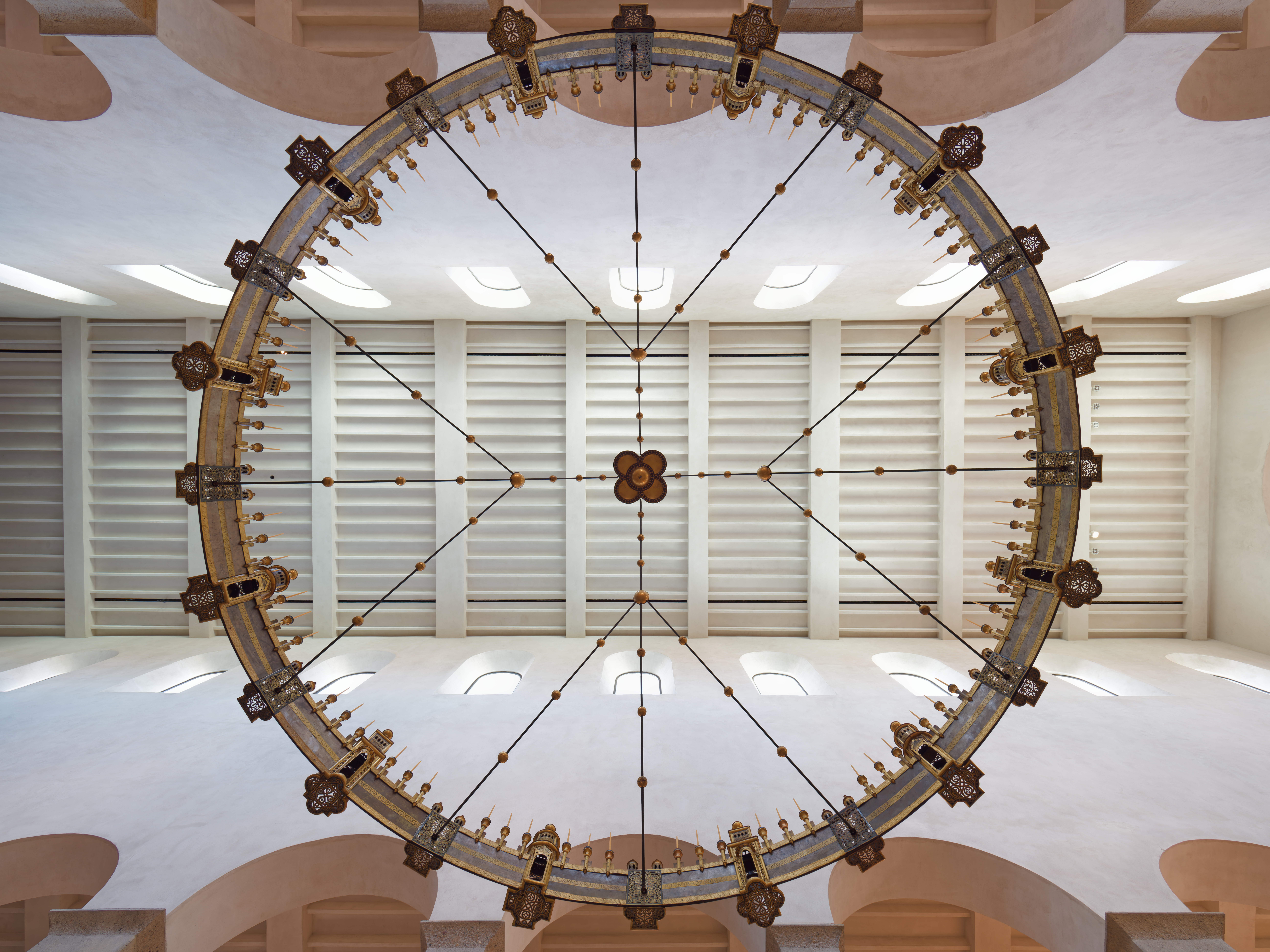
Lampadario a ruota Hezilo (2020)

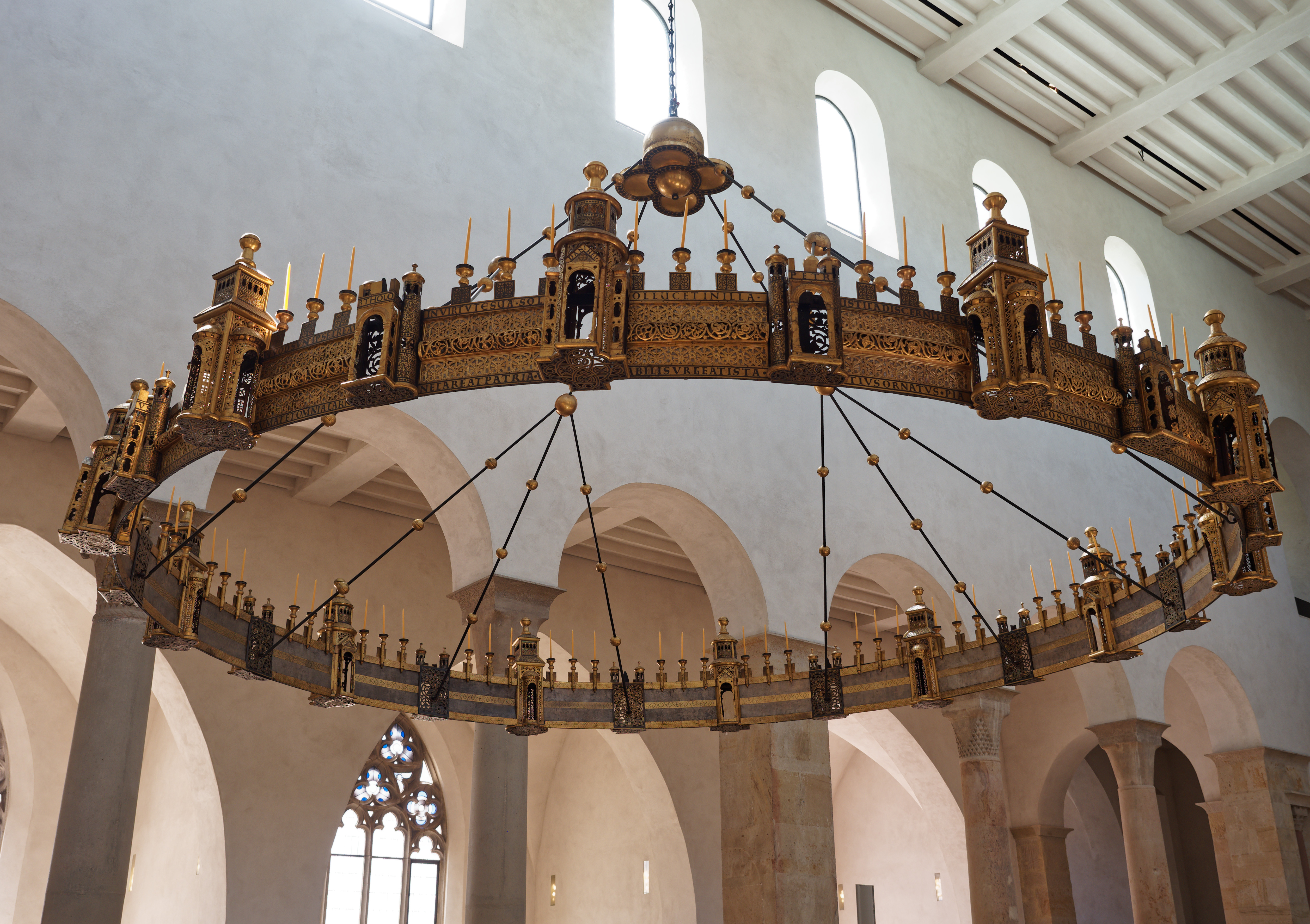
Lampadario Hezilo nella cattedrale ristrutturata (2020)

Il lampadario Hezilo è un lampadario romanico nella cattedrale di Hildesheim. Fu donato dal vescovo Hezilo (1054-1079). Anche il programma di immagini e iscrizioni proveniva presumibilmente da Hezilo. Solo altri tre lampadari a ruota del periodo romanico sono sopravvissuti in Germania: il lampadario Thietmar, poco più antico, che si trova nella stessa cattedrale di Hildesheim, il lampadario Barbarossa nella cattedrale di Aquisgrana e il lampadario Hartwig nella chiesa del monastero di Comburg. Il lampadario Hezilo è il più grande del gruppo.
Durante i lavori di ristrutturazione della cattedrale di Hildesheim del 2010-2014, il candelabro è stato appeso nella basilica di San Godehard a Hildesheim. In seguito alla ristrutturazione, è stato ricollocato al centro dell'aula, in linea assiale con la porta Bernward, il fonte battesimale in bronzo, il lampadario Thietmar e l'Irminsul, la colonna nell'abside principale coronata da una moderna croce di cristallo del coro.

## Descrizione
Il lampadario Hezilo ha un anello circolare di 6 m di diametro come struttura di base. L'anello è in rame dorato e presenta iscrizioni latine sul bordo superiore e inferiore. L'area intermedia è divisa orizzontalmente in tre campi, il centro dei quali è curvato convesso verso l'esterno. Il tutto è riccamente decorato con fogliame traforato e viticci. Il bordo superiore è ornato da merlature quadrate che portano le 72 candele.
Dodici torri e dodici porte sono inserite in sequenza alternata in questo cerchio. Le torri sono a croce greca con quattro absidi (tonde e rettangolari alternate da torre a torre), ciascuna con un portale. Verso l'alto, le torri portano ciascuna una struttura del tetto più stretta, che sovrasta i merli del cerchio e termina con una punta a sfera. È possibile che in origine nelle torri vi fossero piccole statue o lampade.
I cancelli sono piatti, appena più alti del cerchio e chiusi sul retro, e vi si trova l'ancoraggio delle funi di sospensione. Ogni porta è fiancheggiata da due torri rotonde strette, anch'esse riccamente decorate e coronate da merli e dal nome di un Apostolo. Probabilmente vi si trovava la statuetta di un Apostolo nell'apertura di ogni cancello.
Una grande lampada, inoltre, era in origine appesa a una catena nel mezzo.

## Storia
Il vescovo Bernward (993-1022) aveva già donato un grande lampadario per la cattedrale, e ne avrebbe in seguito donato uno anche alla chiesa di San Michele. Dopo l'incendio nella cattedrale di Altfrid, il vescovo Hezilo fece ricostruire l'edificio con modifiche, rifiutando i nuovi piani della cattedrale del suo predecessore Azelin e appendendo una "corona di candelabri scintillante d'oro" nella sua navata.

## Significato e simbologia
L'idea del lampadario è l'immagine di una città galleggiante: secondo l'iscrizione, la Gerusalemme celeste come meta dell'antica e della nuova alleanza, profumata del profumo delle virtù, popolata dai santi, illuminata da Dio stesso, la fonte di tutta la luce. Il modello del lampadario a ruota è derivato dal grande lampadario sopra il Golgota della basilica del Santo Sepolcro di Gerusalemme. Gli elementi islamici che si possono trovare negli ornamenti del lampadario Hezilo portano anche un riferimento diretto a Gerusalemme. Il lampadario Hezilo è stato fino al XIX secolo il centro liturgico della cattedrale: le funzioni si tenevano sotto la sua corona illuminata e la sua posizione segnava la fine e la meta delle grandi processioni del capitolo della cattedrale, la domenica e nei giorni festivi. Il lampadario Hezilo fungeva anche da Rechtssymbol, ossia un simbolo, un punto di riferimento per lo svolgimento di azioni legali: le violazioni della sovranità della diocesi furono risolte solennemente sotto di lui.

## Iscrizione
A seguito dei restauri nella prima età moderna, la sequenza dei versi è cambiata in modo significativo. Il nome del fondatore "Hezilo" è scritto anche in un passo successivo. Nell'allestimento originale, l'iscrizione recitava:
VNDIQVE PERFECTA FIDEI COMPAGINE IVNCTA

GERMINE VIRTVTVM QVAE MIRE SVRGIT IN ALTVM

AVCTORES OPERIS TOGA VESTIT CANDIDA PACIS

IN VIRTVTE SVA SOLIS SOL LVCET IN ILLA

ET SOLIVM REGNI CORDIS LOCAT IN PENETRALI

CVIVS VESTIBVLO VETVS ET NOVVS EXCVBAT ORDO

MISTICA DISCERNIT TENET ASPICIT OMNIA NOVIT

FLORIBVS HIC VIVIS ANIMARUM CVRIA LVCIS

ANTE DEI FACIEM DIVINUM SPIRAT ODOREM

HOS PATER ET VERBVM CIVES ET SPIRITVS HORVM

VNVS ET IPSE REGIT QVI QVOD SVNT IPSE CREAVIT»
ovunque nel tessuto perfetto della fede,

che si libra meravigliosamente con il rampollo delle virtù.

L'autore dell'opera è vestito con la veste bianca della pace.

Nella sua virtù il sole del sole splende in lei

e pone il trono della regalità nel cuore.

Nel piazzale, il vecchio e il nuovo dipartimento sorvegliano,

distinguono, custodiscono e ispezionano tutti i segreti.

Dai fiori viventi delle anime un cortile di luce respira qui

davanti al volto di Dio divino profumo.

Questi cittadini sono governati dal Padre, dal Verbo e dal loro spirito,

uno e lo stesso che ha creato ciò che sono.»
(Lampadario Hezilo, iscrizione superiore)
ISTIVS ORNATVS PIA VIRGO SUSCIPE MVNVS

ETQUE DO (et quod?) PARS ONERIS PER TE QVOQVE PARS SIT HONORIS

DA PATER ETERNE PATRIS VNICE SPIRITVS ALME

VT PRVDENS FORTIS IVSTVS MODERAMINE MITIS

HIC SERAT ATQVE METAT QVOD LUCIS IN HORREA CEDAT

ET SPES ATQVE FIDES ET AMORIS VT ACTIO PERPES

HVNC REGAT AD SPECIEM DAT PACIS VISIO PACEM

CONSVMENS IGNIS CONSVMAT ET OMNIA CARNIS

NE CAREAT PATRIA VIA LABILIS VRGEAT ISTA

SED MVNDVS CORDE SANCTVS ET IVSTVS IN ORE

SIT ODOR SPONSO SVPER OMNIA BALSAMA CHRISTO»
buona Vergine, ricevi il dono di questo ornamento

e ciò che fa parte del fardello può anche attraverso te essere parte dell'onore.

Il Padre Eterno, il nativo del Padre, dà spirito ristoratore

che il saggio, il forte, il giusto e il mite nel governo,

seminano qui e raccolgono ciò che viene nel granaio della luce.

E la speranza, la fede e l'azione dell'amore

possono mostrarlo. La vista della pace dà pace.

Possa il fuoco divorante consumare anche tutto ciò che è carnale, in modo

che non gli manchi la sua casa e che il sentiero vacillante non lo porti in difficoltà, ma puro di cuore, santo e giusto di parola

lascia che sia una fragranza per lo sposo Cristo oltre il balsamo.»
(Lampadario Hezilo, iscrizione inferiore)

## Restauri
Il lampadario ha subito restauri nel XVI, XIX e XX secolo. Fino alla Seconda guerra mondiale era appeso nella navata, dopodiché, a causa della distruzione dell'edificio, il lampadario Hezilo fu smantellato e ricollocato. Dopo la ricostruzione della cattedrale, nel 1960 gli fu assegnato il luogo all'incrocio sopra l'altare maggiore, posizione più di rilievo nella chiesa ma non corrispondente all'originale. Il lampadario è stato ampiamente restaurato dal 2002 al 2007 ed è tornato nella sua antica collocazione al centro della navata nel 2014. Nel coro è stato invece ricollocato il lampadario Azelin, il lampadario a ruota donato dal predecessore.